# André Bellmont
André Bellmont (* 1962 in Zürich) ist ein Schweizer Komponist, Dirigent und Orchestrator. Er leitet den Studiengang Komposition für Film, Theater und Medien an der Zürcher Hochschule der Künste (ZHdK), an der er Komposition, Arrangement und Theorie lehrt.

## Leben
André Bellmont wurde in Zürich geboren und studierte am Konservatorium Zürich, der heutigen Zürcher Hochschule der Künste. In dieser Zeit war er als Posaunist aktiv und sammelte als Orchestermusiker prägende musikalische Erfahrungen, u. a. am Opernhaus Zürich unter Ralph Weikert und Nello Santi, im Zürcher Kammerorchester unter Edmond de Stoutz, im Sinfonieorchester Basel unter Paul Sacher, im Stadtorchester Winterthur unter Franz Welser-Möst.
Parallel dazu war Bellmont in der Zürcher Jazzszene aktiv. 1995 war er Mitbegründer des Zurich Jazz Orchestra (ZJO), das er von 1995 bis 1998 musikalisch leitete.
Ende der 1980er- und Anfang der 1990er-Jahre setzte Bellmont seine Ausbildung in Los Angeles an der Dick Grove School of Music fort, mit Schwerpunkt auf Komposition, Arrangement und Filmmusik. Im Bereich der Orchesterleitung studierte er bei Samuel Krachmalnick. Auf Empfehlung von Jeff Atmajian arbeitete er vor seiner Rückkehr in die Schweiz in London kurzzeitig als Orchestrator für den Filmmusikexperten Christopher Palmer.
Seitdem ist Bellmont als Dirigent, Komponist und Orchestrator tätig und hat mit Künstlern wie Andreas Vollenweider, Sue Mathys, Noëmi Nadelmann, Dianne Reeves, Phil Woods, Abdullah Ibrahim und Jay Clayton zusammengearbeitet. Er war an Produktionen des Zurich Film Festivals, der Solothurner Filmtage, des Theater 11, des Schauspielhauses Zürich, des Theater Rigiblick, des Theater des Westens Berlin und des Friedrichstadtpalasts Berlin beteiligt. Zudem arbeitete er mit internationalen Studios wie den Paramount Pictures Filmstudios in Los Angeles, der Synchron Stage in Wien, und den Air Studios in London zusammen.
Bellmont spielte eine zentrale Rolle beim Aufbau des Studiengangs Komposition für Film, Theater und Medien an der ZHdK. Dieser Studiengang wurde entwickelt, um Komponierenden eine fundierte, praxisorientierte Ausbildung zu bieten, die sie auf die vielfältigen Anforderungen der Film-, Theater- und Medienmusikproduktion vorbereitet. Als Programmleiter prägte Bellmont die akademische Struktur massgeblich und fördert die internationale Vernetzung des Programms. Der Studiengang legt besonderen Wert auf die Entwicklung einer individuellen künstlerischen Handschrift und fördert die Zusammenarbeit mit anderen Disziplinen.
2005 gründete Bellmont mit Esther Bachmann und Oliver Leist das Forum Filmmusik, das als Plattform für die Filmmusikszene fungiert. Das Forum verfolgt das Ziel, die Filmmusik in der Schweiz zu fördern und eine Vernetzung von Komponierenden, Regisseuren und Produzenten auf nationaler und internationaler Ebene zu ermöglichen. Es organisiert unter anderem den Internationalen Filmmusikwettbewerb sowie das SoundTrack Zurich, ein Festival, das als bedeutende Veranstaltung für Filmmusik in Europa gilt. Der Wettbewerb und das Festival fördern aufstrebende Talente und betonen die Bedeutung der Filmmusik als Kunstform, während sie die Zusammenarbeit zwischen Komponierenden und anderen Fachpersonen der Filmbranche unterstützen.
Darüber hinaus ist Bellmont Mitbegründer vom International Media Music and Sound Arts Network in Education (IMMSANE), einer Initiative zur Förderung der Zusammenarbeit von Hochschulprogrammen in Medienmusik und Klangkunst. Es unterstützt den Austausch von Forschung, Lehrmethoden und die Vernetzung mit der Industrie durch Treffen bei Filmfestivals und über digitale Plattformen.
André Bellmont setzt sich dafür ein, dass die Werke des iranischen Komponisten Mehdi Rajabian trotz dessen Ausreiseverbots in Zürich aufgeführt werden können. Rajabian wurde im Iran mehrfach wegen seiner Musik inhaftiert. Über mehrere Monate arbeitete Bellmont aus der Ferne mit ihm an den Partituren und engagierte sich für die Uraufführung, die im September 2025 im Rahmen des Konzerts «East by West» in der Kirche Neumünster stattfinden wird.

## Lehrtätigkeit
André Bellmont ist seit 1993 in verschiedenen Lehr- und Dozententätigkeiten im Bereich der Musik aktiv. Seit 2005 leitet er den Studiengang Komposition für Film, Theater und Medien an der Zürcher Hochschule der Künste (ZHdK). Zuvor war er dort seit 1993 als Dozent für Komposition, Arrangement und Producing tätig.
Darüber hinaus war Bellmont in der Schweiz und international als Gastdozent tätig, unter anderem am Dipartimento di Musica da Film des Conservatorio di Rovigo, in Bologna, an der Hochschule für Film und Fernsehen "Konrad Wolf" in Potsdam sowie an der University of Edinburgh. Internationale Austauschprojekte brachten ihn nach Afrika an die University of Addis Abeba und nach Indien.

## Filmografie (Auswahl)
- 2019: AL SHAFAQ – When Heaven Divides – Regie: Esen Işık; zusätzliche Musik
- 2018: Chris the Swiss – Regie: Anja Kofmehl; zusätzliche Musik, Orchestrierung
- 2016: Staatenlos – Regie: Erich Schmid; Musik: Marcel Vaid / André Bellmont
- 2010: Der General – Regie: Felice Zenoni; Musik: Rodolphe Schacher / André Bellmont
- 2009: Giulias Verschwinden – Regie: Christoph Schaub; Studio-Dirigent
- 2008: bill das absolute augenmass – Regie: Erich Schmid; Musik: André Bellmont
- 1998: Le Monde à l'Envers – Regie: Rolando Colla; Orchestrierung, Studio-Dirigent